# خوخوووو (استان لهستان کوچک‌تر)
خوخوووو (به لهستانی:  Chochołów) یک روستا در لهستان است که در گمینا چارن دونایتس واقع شده‌است. خوخوووو ۱٬۱۳۵ نفر جمعیت دارد.